# Morave (cheval)
Pour les articles homonymes, voir Morave.
Le Morave (tchèque : Moravský teplokrevnik) est une race de chevaux de sport originaire de Tchéquie. Très populaire au début du XXe siècle, elle est ensuite tombée au bord de l'extinction, mais ses effectifs se sont redressés depuis la création de son stud-book en 2004.

## Histoire
La race descend des lignées de chevaux Furioso et Przedświt de l'ancienne Autriche-Hongrie, croisées ensuite avec le Shagya et l'Anglo-arabe.
Le président Tomas Garrigue Masaryk est un adepte de ces chevaux, puisqu'il monte régulièrement un étalon nommé Hektor. En raison de la chute de ses effectifs, le Morave est cependant fusionné avec le Selle tchèque en 1971.
Un stud-book séparé est re-créé en 2004. En 2013, il compte entre 330 et 350 sujets.

## Description
C'est un cheval de sport. La robe est le plus souvent baie. Sa sélection est assurée par la Svaz chovatelů a příznivců moravského teplokrevníka (Association des éleveurs du cheval de sport Morave).

## Utilisations
C'est un cheval adapté à la selle et aux sports équestres.

## Diffusion de l'élevage
La race est indiquée comme rare sur la base de données DAD-IS, CAB International précisant qu'elle se trouve au bord de l'extinction (2016). En 2017, les effectifs recensés se situent entre 390 et 400 têtes. L'étude menée par l'Université d'Uppsala, publiée en août 2010 pour la FAO, signale le Morave comme race locale d'Europe dont le niveau de menace est inconnu.